# I Remember Yesterday
I Remember Yesterday – album amerykańskiej piosenkarki Donny Summer wydany w 1977 roku przez Casablanca Records.
Większość utworów na płytę napisali Giorgio Moroder, Pete Bellotte i Donna Summer, a całość wyprodukowali Moroder i Bellotte. Jest to album koncepcyjny, odnoszący się do przeszłości, teraźniejszości i przyszłości. Na stronie A oryginalnego wydania winylowego znalazły się utwory nawiązujące do stylistyki z lat 40., 50. i 60., a na stronie B trzy utwory utrzymane w charakterystycznym dla lat 70. brzmieniu disco i R&B, a także futurystyczne nagranie „I Feel Love”. Wzbudziło ono wówczas sensację i okazało się największym przebojem z płyty, a w kolejnych dekadach dało początek takim nurtom jak techno i trance. Jako single wydane również „Can’t We Just Sit Down (And Talk It Over)”, „I Remember Yesterday”, „Love’s Unkind” i „Back in Love Again”. Album spotkał się z sukcesem komercyjnym i osiągnął status złotego m.in. w USA i Wielkiej Brytanii.

## Lista utworów
Strona A
| 1. | „I Remember Yesterday”           | 4:45  |
|    |                                  |       |
| 2. | „Love’s Unkind”                  | 4:29  |
|    |                                  |       |
| 3. | „Back in Love Again”             | 3:54  |
|    |                                  |       |
| 4. | „I Remember Yesterday” (Reprise) | 3:02  |
|    |                                  |       |
|    |                                  | 16:10 |
|    |                                  |       |
Strona B
| 1. | „Black Lady”                                | 3:47  |
|    |                                             |       |
| 2. | „Take Me”                                   | 5:03  |
|    |                                             |       |
| 3. | „Can’t We Just Sit Down (And Talk It Over)” | 4:25  |
|    |                                             |       |
| 4. | „I Feel Love”                               | 5:53  |
|    |                                             |       |
|    |                                             | 19:08 |
|    |                                             |       |

## Notowania
| Kraj                              | Pozycja | Certyfikat  |
| --------------------------------- | ------- | ----------- |
| Australia                         | 4       |             |
| Austria                           | 3       |             |
| Francja                           | 4       | złota płyta |
| Hiszpania                         | 1       |             |
| Holandia (MegaCharts)             | 6       |             |
| Kanada                            | 15      |             |
| Niemcy (Media Control)            | 7       |             |
| Norwegia (VG-lista)               | 5       |             |
| Nowa Zelandia                     | 12      |             |
| Stany Zjednoczone (Billboard 200) | 18      | złota płyta |
| Szwecja (Sverigetopplistan)       | 13      |             |
| Wielka Brytania (UK Albums Chart) | 3       | złota płyta |